# 17358 Lozino-Lozinskij
A 17358 Lozino-Lozinskij (ideiglenes jelöléssel 1978 SU4) a Naprendszer kisbolygóövében található aszteroida. Ljudmila Ivanovna Csernih fedezte fel 1978. szeptember 27-én.